# Miron Bleiberg

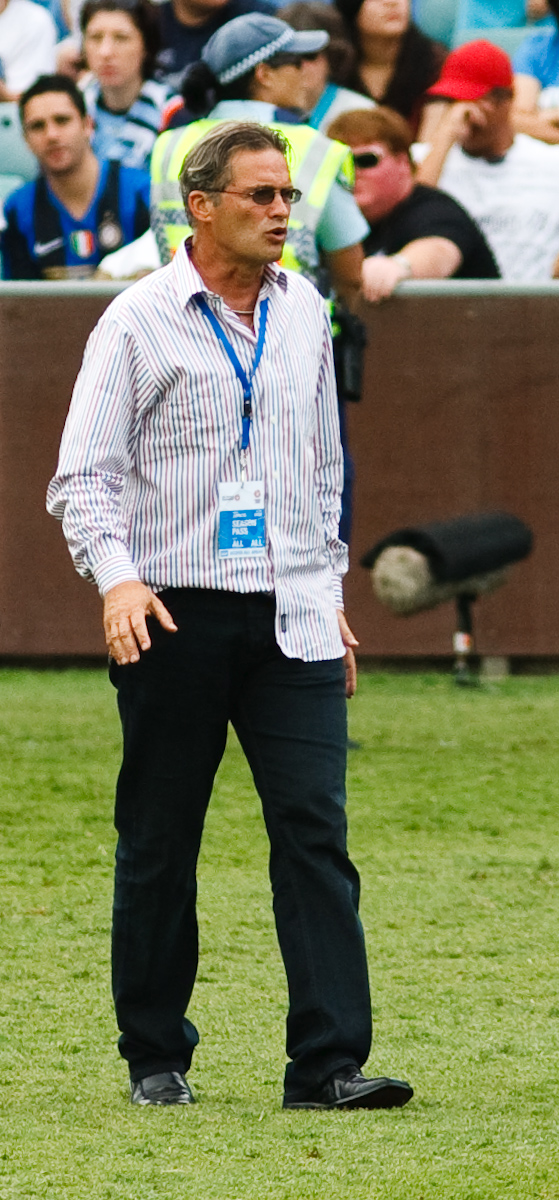
Miron Bleiberg während eines A-League-Spiels gegen den FC Sydney (2010)

Miron Bleiberg (* 9. Februar 1955 in Haifa) ist ein israelisch-australischer Fußballtrainer.

## Leben und Karriere
Nachdem Bleiberg zunächst in Israel aufwuchs, lebte und dort auch den Fußballklub Hapoel Kiryat Haim trainierte, zog er in den 1980er Jahren nach Australien und begann auch dort verschiedene Fußballvereine zu trainieren. In den Jahren zwischen 1982 und 2002 trainierte er unter anderem die Melbourne Knights, Heidelberg United und die Brisbane Lions. 2002 übernahm er die Queensland Lions und zwei Jahre darauf Queensland Roar (später Brisbane Roar). Im Jahr 2009 folgte der Wechsel zum neu-gegründeten A-League-Verein Gold Coast United. Sein Debüt auf der dortigen Trainerbank gab er am 8. August 2009 beim 3:1-Sieg über Brisbane Roar. Nachdem er zunächst sehr gute Resultate an der Gold Coast erzielte und in seiner ersten Saison sogar den dritten Tabellenplatz erreichte, überwarf er sich gegen Ende seiner Amtszeit immer mehr mit dem Inhaber Clive Palmer. Das angespannte Verhältnis zu Palmer hatte 2012 Bleibergs Entlassung zur Folge. Er wurde durch seinen bisherigen Co-Trainer Mike Mulvey ersetzt. Seit 2013 trainiert er die Oakleigh Cannons, einen Fußballclub aus der Victorian Premier League.